# ブロンドと柩の謎
『ブロンドと柩の謎』（ブロンドとひつぎのなぞ、原題：The Cat's Meow）は、2001年のドイツ/イギリス/アメリカ映画。メディア王ウィリアム・ランドルフ・ハースト主催の船上パーティーで発生した未解決事件を描いた作品。
ロカルノ国際映画祭やモスクワ国際映画祭などで上映。

## キャスト
※括弧内は日本語吹替
- マリオン・デイヴィス - キルスティン・ダンスト（魏涼子）
- ウィリー・ハースト - エドワード・ハーマン（小山武宏）
- チャーリー・チャップリン - エディー・イザード（立川三貴）
- トム・インス - ケイリー・エルウィス（咲野俊介）
- エリノア・グリン - ジョアンナ・ラムレイ（一柳みる）
- ルーエラ・パーソンズ - ジェニファー・ティリー（雨蘭咲木子）
- マーガレット・リヴィングストン - クラウディア・ハリソン（安藤麻吹）
- ダニエル・グッドマン - ジェームズ・ローレンソン（佐々木敏）
- ジョー - ロナン・ヴィバート（田中正彦）
- ジョージ・トーマス - ヴィクター・スレザック（西村知道）
- フランク・バーラム - ジョン・C・ヴェネマ（岩田安生）